# Jennie Wade
Mary Virginia Wade (Gettysburg, 21 de mayo de 1843 – Gettysburg, 3 de julio de 1863), también conocida como Jennie Wade o Ginnie Wade, fue una costurera estadounidense, residente de Gettysburg, Pensilvania durante la Batalla de Gettysburg. A la edad de 20 años, fue la única víctima civil directa de la batalla, cuando fue asesinada por una bala perdida el 3 de julio de 1863.
La casa donde murió ahora es una atracción turística popular y un museo llamado la "Casa de Jennie Wade".

## Biografía
Wade nació en Gettysburg y trabajaba como costurera junto con su madre en su casa en la calle Breckenridge, mientras su padre estaba en un manicomio. Posiblemente estaba comprometida con Johnston Hastings "Jack" Skelly, un cabo del 87.º de Pensilvania, quien había sido herido dos semanas antes en la Segunda Batalla de Winchester. Murió debido a sus heridas el 12 de julio de 1863, sin saber que Wade había fallecido días antes.

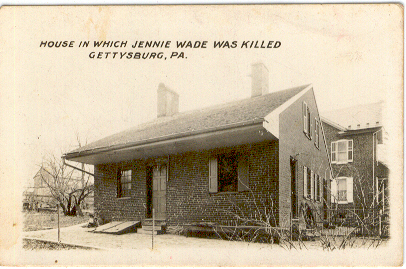
Fotografía de principios de 1900 de la casa de Jennie Wade

Wade, su madre y dos hermanos menores dejaron su hogar en el centro de Gettysburg y viajaron a la casa de su hermana, Georgia Anna Wade McClellan, en el número 548 de la calle Baltimore para ayudarla a cuidar a su recién nacido. Era el 1 de julio de 1863, durante los combates del Primer día de la Batalla de Gettysburg. Más de 150 balas impactaron en la casa de los McClellan durante los enfrentamientos.
Alrededor de las 8:00 a.m. del 3 de julio, Wade estaba amasando masa para hacer pan cuando una bala Minié atravesó la puerta de la cocina y la puerta del salón de la casa de su hermana y la alcanzó. La bala atravesó su omóplato izquierdo, pasó por su corazón y terminó en su corsé. Murió instantáneamente. Aunque no se sabe con certeza de qué lado provino el disparo fatal, algunos autores lo atribuyen a un francotirador desconocido de la Confederación.
La madre de Wade escuchó su caída al suelo y fue a decirle a su hermana Georgia en la otra habitación que su hermana había sido asesinada; dos soldados de la Unión bajaron cuando escucharon los gritos de las mujeres. Enterraron temporalmente el cuerpo de Wade en el patio trasero de la casa de los McClellan, en un ataúd que originalmente estaba destinado para el general confederado William Barksdale. En enero de 1864, su cuerpo fue trasladado al cementerio de la Iglesia Reformada Alemana en la calle Stratton. Su lugar de descanso final está en el cementerio Evergreen en Gettysburg.
En noviembre de 1865, los restos de Wade fueron enterrados nuevamente en el cementerio Evergreen, cerca de Jack Skelly. 
En 1882, el Senado de los Estados Unidos votó para otorgar una pensión a la madre de Wade, citando que su hija había muerto sirviendo a la causa de la Unión – horneando pan para los soldados.

## Legado
Jennie fue tratada como una heroína tras su muerte por morir al servicio de su país. La casa de Georgia se convirtió en un destino turístico para quienes visitaban el campo de batalla de Gettysburg y hoy se conoce como la Casa Jennie Wade.

En 1900, gracias a los incansables esfuerzos de su hermana Georgia, Jennie recibió una gran lápida y una bandera estadounidense izada a perpetuidad. Es uno de los pocos lugares de Estados Unidos con una bandera izada a perpetuidad en honor a una mujer. La Casa de Betsy Ross en Filadelfia es el único otro lugar dedicado a una mujer que comparte esta distinción de la bandera perpetua. La tumba de John L. Burns en el cementerio Evergreen también ondea la bandera perpetua.

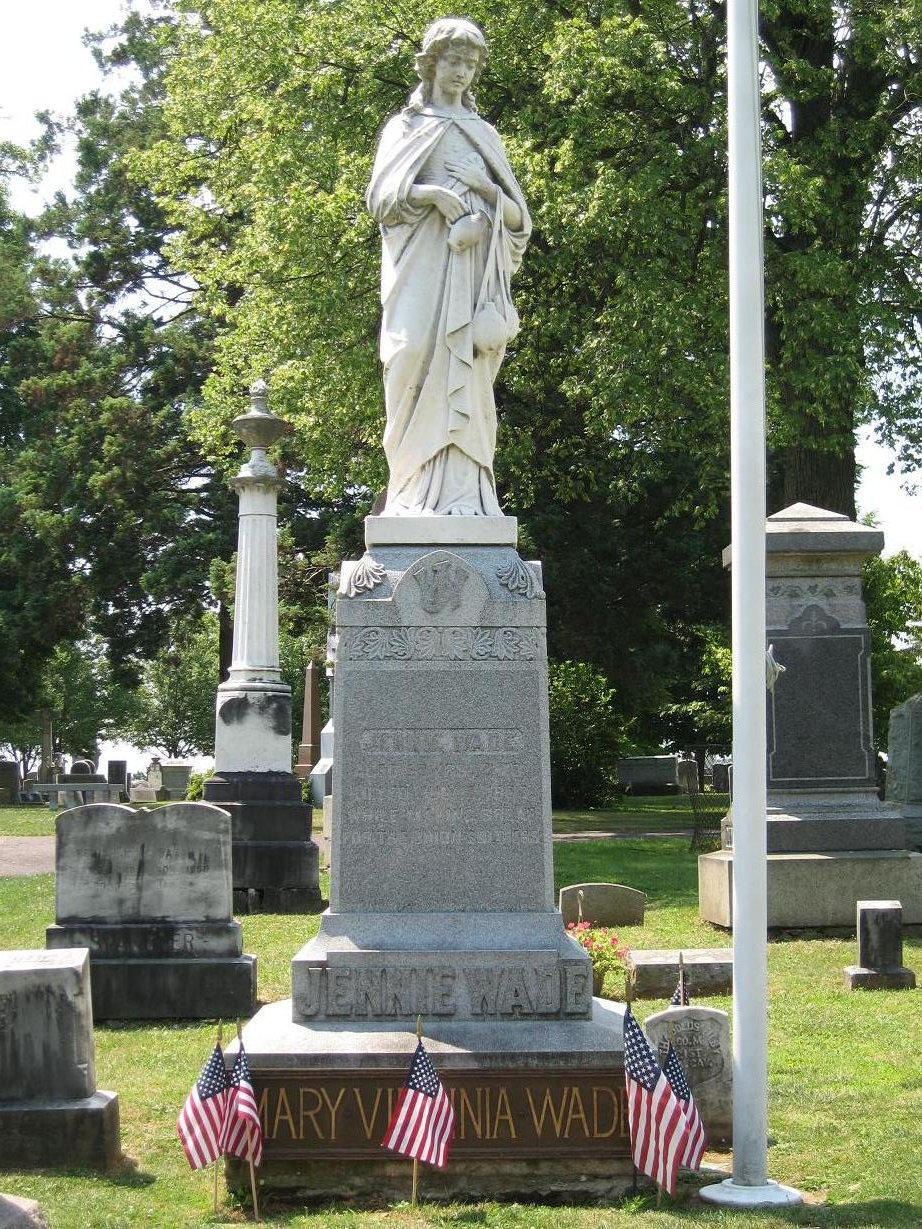